# Fundamentallösung
Eine Fundamentallösung ist ein mathematisches Objekt aus der Distributionentheorie. Sie sind Lösungen einer bestimmten Klasse von inhomogenen partiellen Differentialgleichungen. Mit ihrer Hilfe und dem Faltungstheorem können spezielle Lösungen ähnlicher Differentialgleichungen berechnet werden. Nach dem Satz von Malgrange-Ehrenpreis existiert zu jedem linearen partiellen Differentialoperator mit konstanten Koeffizienten eine Fundamentallösung.
Der Erstbeschreiber der Distributionentheorie Laurent Schwartz definierte auch als erster den Begriff der Fundamentallösung. Sie kann als Weiterentwicklung des älteren Begriffs der Greenschen Funktion verstanden werden. Greensche Funktionen sind somit besondere Lösungen von Randwertproblemen, die ebenfalls mit Hilfe der Faltung in spezielle Lösungen entsprechender inhomogener Randwertprobleme transformiert werden können.
Während Randbedingungen für Fundamentallösungen irrelevant sind, stellen Greensche Funktionen spezielle Fundamentallösungen dar, die zusätzlich Randbedingungen erfüllen.

## Definition
Sei {\displaystyle L} ein linearer Differentialoperator mit konstanten komplexen Koeffizienten. Dann heißt die Distribution {\displaystyle G\in {\mathcal {D}}'(\mathbb {R} ^{n})} Fundamentallösung von {\displaystyle L}, falls sie eine distributionelle Lösung der Gleichung
{\displaystyle LG=\delta }
ist, wobei mit {\displaystyle \delta } die Dirac'sche Delta-Distribution gemeint ist.

## Lösen von inhomogenen Differentialgleichungen
Falls für einen linearen Differentialoperator {\displaystyle L} eine Fundamentallösung {\displaystyle G} bekannt ist, so erhält man eine Lösung {\displaystyle u(x)} der Gleichung
{\displaystyle Lu(x)=f(x)}
für alle {\displaystyle x\in \mathbb {R} ^{n}} durch Faltung der Fundamentallösung {\displaystyle G} mit der rechten Seite {\displaystyle f}
{\displaystyle u(x)=(G*f)(x)=\int _{\mathbb {R} ^{n}}G(x-y)f(y)dy}.

## Methode zur Bestimmung der Fundamentallösung
Um mithilfe der Fundamentallösung eine inhomogene Lösung eines Anfangswert- oder Randwertproblems zu bestimmen, muss die Fundamentallösung selbst bestimmt werden. Dies kann, falls der Differentialoperator konstante Koeffizienten hat, mit Hilfe der Fourier-Transformation
{\displaystyle {\hat {f}}(\omega )={\frac {1}{\sqrt {2\pi }}}\int _{\mathbb {R} ^{n}}f(t)e^{-\mathrm {i} t\omega }\,\mathrm {d} t}
beziehungsweise ihrer Rücktransformation erreicht werden. Es gilt nämlich
{\displaystyle {\begin{aligned}{\frac {1}{\sqrt {2\pi }}}\int _{\mathbb {R} ^{n}}{\hat {f}}(\omega )\mathrm {e} ^{\mathrm {i} \omega {t}}\mathrm {d} \omega =f(t)&=Ly(t)\\&=L{\frac {1}{\sqrt {2\pi }}}\int _{\mathbb {R} ^{n}}{\hat {y}}(\omega )\mathrm {e} ^{\mathrm {i} \omega {t}}\mathrm {d} \omega \\&={\frac {1}{\sqrt {2\pi }}}\int _{\mathbb {R} ^{n}}L(-\mathrm {i} \omega ){\hat {y}}(\omega )\mathrm {e} ^{\mathrm {i} \omega {t}}\mathrm {d} \omega \,,\end{aligned}}}
wobei {\displaystyle L(\omega )} das Symbol von {\displaystyle L} ist. Zusammen mit der Transferfunktion {\displaystyle Y(-\mathrm {i} \omega ):={\tfrac {1}{L(-\mathrm {i} \omega )}}} gilt
{\displaystyle {\hat {y}}=Y(-\mathrm {i} \omega ){\hat {f}}},
fast überall. Da zudem noch {\displaystyle {\hat {y}}=(2\pi )^{\frac {1}{2}}{\hat {G}}{\hat {f}}} gilt, folgt
{\displaystyle {\hat {G}}(\omega )={\frac {1}{\sqrt {2\pi }}}\cdot Y(-\mathrm {i} \omega )}
beziehungsweise
{\displaystyle G(t)={\frac {1}{2\pi }}\int _{\mathbb {R} ^{n}}Y(-\mathrm {i} \omega )\mathrm {e} ^{\mathrm {i} \omega {t}}\mathrm {d} \omega }.

## Tabelle von Fundamentallösungen
Die folgende Tabelle gibt einen Überblick über Fundamentallösungen von häufig auftretenden Differentialoperatoren, wobei {\displaystyle \omega _{n}={\tfrac {2\pi ^{\frac {n}{2}}}{\Gamma ({\frac {n}{2}})}}} den Flächeninhalt der Oberfläche der {\displaystyle n}-dimensionalen Einheitskugel und {\displaystyle \theta } die Heavisidesche Sprungfunktion bezeichnen.
| Differentialoperator                                                                        | Fundamentallösung | Anwendungsfall                                                 |
| ------------------------------------------------------------------------------------------- | --- | -------------------------------------------------------------- |
| {\displaystyle \partial _{t}} (Zeitableitung)                                               | {\displaystyle \theta (t)} | (vgl. Delta-Distribution#Ableitung der Heaviside-Distribution) |
| {\displaystyle \partial _{t}+\gamma }                                                       | {\displaystyle \theta (t)}{\displaystyle \mathrm {e} ^{-\gamma t}}                                                                                                   | konventionelle Langevin-Gleichung                              |
| {\displaystyle \left(\partial _{t}+\gamma \right)^{2}}                                      | {\displaystyle \theta (t)t\mathrm {e} ^{-\gamma t}} |                                                                |
| {\displaystyle \partial _{t}^{2}+2\gamma \partial _{t}+\omega _{0}^{2}}                     | {\displaystyle \theta (t)\mathrm {e} ^{-\gamma t}{\frac {1}{\omega }}\sin(\omega t)} mit {\displaystyle \omega ={\sqrt {\omega _{0}^{2}-\gamma ^{2}}}}               | eindimensionaler gedämpfter harmonischer Oszillator            |
| {\displaystyle \Delta } (Laplace-Operator)                                                  | {\displaystyle \left\{{\begin{array}{rl}{\frac {1}{2\pi }}\ln {\|x\|}\ ,&n=2,\\-{\frac {1}{(n-2)\,\omega _{n}}}{\frac {1}{\|x\|^{n-2}}}\ ,&n>2\\\end{array}}\right.} | Poisson-Gleichung                                              |
| {\displaystyle \Delta +k^{2}} (Helmholtz-Operator)                                          | {\displaystyle {\frac {-\mathrm {e} ^{-ik\\|x\\|}}{4\pi \\|x\\|}}}                                                                                                   | stationäre Schrödinger-Gleichung ({\displaystyle n=3})         |
| {\displaystyle \square :={\frac {1}{c^{2}}}\partial _{t}^{2}-\Delta } (D’Alembert-Operator) | {\displaystyle {\frac {\delta \left(t-{\frac {\\|x\\|}{c}}\right)}{4\pi \\|x\\|}}}                                                                                   | Wellengleichung ({\displaystyle n=3})                          |
| {\displaystyle \partial _{t}-a\Delta } (Wärmeleitungsoperator)                              | {\displaystyle \left({\frac {1}{4\pi at}}\right)^{n/2}\mathrm {e} ^{-r^{2}/(4at)}}                                                                                   | Wärmeleitungsgleichung                                         |
| {\displaystyle {\bar {\partial }}} (Cauchy-Riemann-Operator)                                | {\displaystyle {\frac {1}{\pi }}{\frac {1}{z}}} (als Distribution)                                                                                                   | Cauchy-Riemannsche Differentialgleichungen                     |